# Zach Callison
Zach Callison (Saint Louis, Missouri , 1997. október 23. –) amerikai színész, énekes és szinkronszínész.
Legismertebb alakítása Steven Universe a Steven Universe (2013–2019) és a Steven Universe: Az új világ (2019–2020) című sorozatokban, illetve a Steven Universe: A Film című 2019-es filmben. Az Egy csipetnyi bűvölet és az Egy csipetnyi bűvölet: A rejtélyek városa című sorozatokban is szerepelt.

## Pályafutása
Callison 2009-ben kezdett el szerepelni a Diary of a Single Mom című sorozatban. Majd olyan filmekben kölcsönözte a hangját, mint a Mr. Peabody és Sherman kalandjai, a Szél támad, a Superman/Shazam – Black Adam visszatér visszatér és Az Igazság Ligája: Háború.

## Magánélete
Callison olaszul is tud és tud zongorázni. A Sea Shepherd Conservation Society ifjúsági képviselője.

## Filmográfia

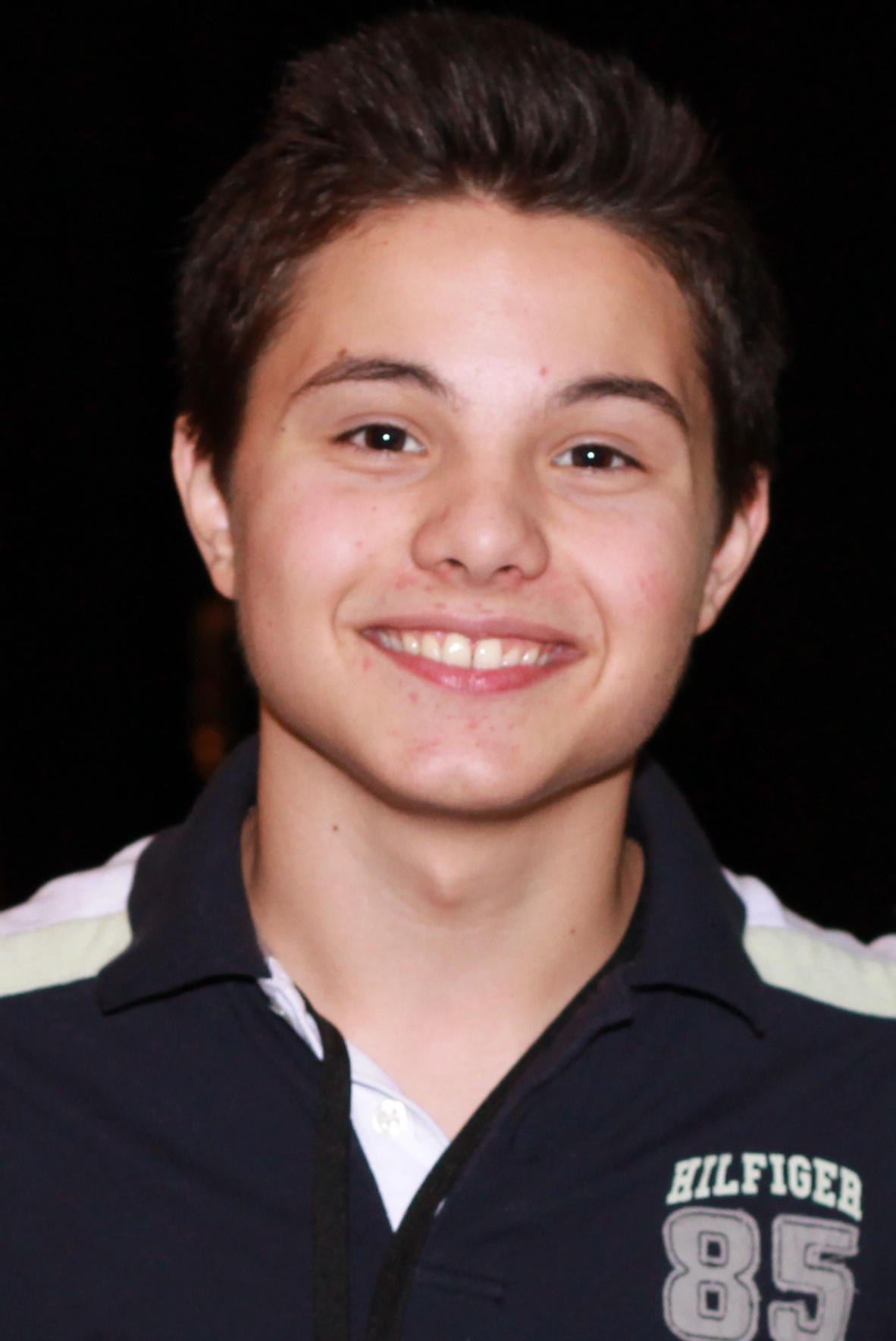
Callison 2015 januárjában

### Filmek
| Év   | Magyar cím                             | Eredeti cím                                | Szerep                  | Magyar hang    |
| ---- | -------------------------------------- | ------------------------------------------ | ----------------------- | -------------- |
| 2020 |                                        | Lego DC: Shazam!: Magic and Monsters       | Billy Batson (hang)     |                |
| 2019 |                                        | Skywatch                                   | Shaun                   |                |
| 2019 | Steven Universe: A Film                | Steven Universe: The Movie                 | Steven Universe (hang)  |                |
| 2019 |                                        | Lego DC Batman: Family Matters             | Billy Batson (hang)     |                |
| 2018 |                                        | Mailboxes                                  | Lionel                  |                |
| 2016 | Hulk – Ahol a szörnyek lakoznak        | Hulk: Where Monsters Dwell                 | Eric / Ninja (hang)     |                |
| 2015 |                                        | A Terrible Fate                            | Ben                     |                |
| 2015 |                                        | The Sound of Magic                         | parasztfiú              |                |
| 2014 | Mr. Peabody és Sherman kalandjai       | Mr. Peabody & Sherman                      | Tut fáraó (hang)        | Straub Norbert |
| 2014 | Az Igazság Ligája: Háború              | Justice League: War                        | Billy Batson (hang)     | Boldog Gábor   |
| 2013 |                                        | All American Christmas Carol               | Bully Johnny            |                |
| 2013 | Szél támad                             | The Wind Rises                             | Jiro gyerekként (hang)  |                |
| 2012 |                                        | Ultraman Zero: The Revenge of Belial       | Nao                     |                |
| 2012 |                                        | Rock Jocks                                 | Dylan                   |                |
| 2010 | Superman/Shazam – Black Adam visszatér | Superman/Shazam!: The Return of Black Adam | Billy Batson (hang)     |                |
| 2010 |                                        | Kingshighway                               | Dominic                 |                |
| 2009 | Az elveszettek földje                  | Land of the Lost                           | Tar Pits Kid            |                |
| 2007 |                                        | Ghost Image                                | Keiner Plaza Pedestrian |                |

### Televízió
| Év        | Magyar cím                                | Eredeti cím                        | Szerep                            | Megjegyzések                                                  |
| --------- | ----------------------------------------- | ---------------------------------- | --------------------------------- | ------------------------------------------------------------- |
| 2020–     | Egy csipetnyi bűvölet: A rejtélyek városa | Just Add Magic: Mystery City       | Chuck Hankins / Charles Peizer    | mellékszereplő magyar hangja Bogdán Gergő                     |
| 2019–     |                                           | Cleopatra in Space                 | Zuzz (hang)                       | mellékszereplő                                                |
| 2019–2020 | Steven Universe: Az új világ              | Steven Universe Future             | Steven Universe                   | főszereplő                                                    |
| 2019–     | Sárkánylovasok                            | DreamWorks Dragons: Rescue Riders  | Szárnyas (hang)                   | főszereplő magyar hangja Pál Dániel Máté                      |
| 2017      |                                           | Grey's Anatomy: B-Team             | Oscar                             | 1 epizód: Two                                                 |
| 2017      |                                           | Suspense                           | Scooter Stevens                   | 1 epizód: Indomitable the Magnificent                         |
| 2017      |                                           | Record Rant                        | Zach                              | 1 epizód                                                      |
| 2016–2019 | A Goldberg család                         | The Goldbergs                      | Brian Corbett                     | 11 epizód                                                     |
| 2016–2019 | Egy csipetnyi bűvölet                     | Just Add Magic                     | Chuck Hankins / Charles Peizer    | mellékszereplő magyar hangja Bogdán Gergő                     |
| 2016      |                                           | Sanders Shorts                     | Steven                            | 1 epizód: Life with the Crystal Gems is Tough                 |
| 2016      | Nagyfater bátyó                           | Uncle Grandpa                      | Steven Universe                   | 1 epizód: Pizza Picur                                         |
| 2015      |                                           | Astrid Clover                      | Hipster                           | 1 epizód: #Holiday                                            |
| 2015      | Veszélyes Henry                           | Henry Danger                       | Chet                              | 1 epizód: Henry és a féltékenység                             |
| 2015      | Amerika Huangjai                          | Fresh Off the Boat                 | Dan                               | 1 epizód: Miracle on Dead Street                              |
| 2014      | NCIS: Los Angeles                         | NCIS: Los Angeles                  | Devin Johnson                     | 1 epizód: Bukott uralom                                       |
| 2013–2019 | Steven Universe                           | Steven Universe                    | Steven Universe (hang)            | főszereplő magyar hangja Bogdán Gergő Nagy Gereben (énekhang) |
| 2013–2015 | Szófia hercegnő                           | Sofia the First                    | James herceg (hang)               | főszereplő magyar hangja Boldog Gábor                         |
| 2012      | Korra legendája                           | The Legend of Korra                | Skoochy, Tarrlok 11 évesen (hang) | 2 epizód                                                      |
| 2011      | iCarly                                    | iCarly                             | 10 éves fiú (hang)                | 1 epizód: Még mindig pszicho                                  |
| 2011      | Benne vagyok a bandában                   | I'm in the Band                    | Billy király                      | 1 epizód: A menyétek ura                                      |
| 2011      | A tökéletes pár                           | Perfect Couples                    | Dave fiatalon                     | 1 epizód: Perfect Crime                                       |
| 2011      | Halálosan komolytalan                     | Funny or Die Presents              | Lonni Donovan                     | 1 epizód                                                      |
| 2010      | Szimbionikus titán                        | Sym-Bionic Titan                   | Arthur (hang)                     | 1 epizód: Nehéz gyerekkor                                     |
| 2010      | Hannah Montana                            | Hannah Montana                     | Douglas                           | 1 epizód: Hannah összehozza                                   |
| 2010      | Scooby-Doo: Rejtélyek nyomában            | Scooby-Doo! Mystery Incorporated   | Arthur Baywosenthal (hang)        | 1 epizód: Rejtélyes dallam                                    |
| 2009–2010 |                                           | Diary of a Single Mom              | Ian                               | mellékszereplő                                                |
| 2009      |                                           | Are You Smarter than a 5th Grader? | önmaga                            | versenyző                                                     |